# Sokołów Małopolski
Sokołów Małopolski é um município da Polônia, na voivodia da Subcarpácia e no condado de Rzeszów. Estende-se por uma área de 15,54 km², com 4 133 habitantes, segundo os censos de 2017, com uma densidade de 266,0 hab/km².